# Ferreyres
Ferreyres é uma comuna da Suíça, situada no distrito de Morges, no cantão de Vaud. Tem 3,16 km² de área e sua população em 2018 foi estimada em 309 habitantes.